# Iuliu Falb
Iuliu Falb (14 de diciembre de 1942-2009) fue un deportista rumano que compitió en esgrima, especialista en la modalidad de florete. Ganó tres medallas en el Campeonato Mundial de Esgrima entre los años 1967 y 1970.

## Palmarés internacional
| Campeonato Mundial | Campeonato Mundial | Campeonato Mundial | Campeonato Mundial  |
| Año                | Lugar              | Medalla            | Prueba              |
| ------------------ | ------------------ | ------------------ | ------------------- |
| 1967               | Montreal (Canadá)  | Medalla de oro     | Florete por equipos |
| 1969               | La Habana (Cuba)   | Medalla de bronce  | Florete por equipos |
| 1970               | Ankara (Turquía)   | Medalla de bronce  | Florete por equipos |